# Animação sul-coreana
A animação sul-coreana, aenimeisyeon (em coreano 애니메이션), ou aeni (em coreano 애니) é a animação produzida na Coreia do Sul. Esta indústria produz personagens para companhias de outros países, exporta suas criações globalmente e gera bilhões de dólares em lucro.

## Etimologia
A palavra aeni vem da palavra inglesa animation ("animação"),  como escrito em hangul 애니메이션 (aenimeisyeon), semelhante ao katakana japonês アニメーション (animēshon). Assim como o anime, aenimeisyeon foi abreviado para aeni. No entanto, aeni geralmente se refere à animação japonesa no uso coloquial, embora possa se referir à animação coreana ou animação em geral. Para distingui-la de seu homólogo japonês, a animação coreana é frequentemente chamada de hanguk aeni (coreano: 한국 애니; lite. "animação coreana") ou guksan aeni (coreano: 국산 애니; lit. "animação doméstica").

## História
A indústria de animações coreana passou por uma crise durante os anos 2000. Um reflexo do que estava acontecendo com as companhias ocidentais que começaram a afundar. Isso veio dos anos 1990, quando os estúdios coreanos fizeram seus lucros através de produções independentes, principalmente nos Estados Unidos.
De várias maneiras, 2011 foi um ano brilhante de transição para a animação coreana, com produções improvisadas que garantiram no final o sucesso de bilheteria na Coreia do Sul, ao invés da falha comercial costumeira. Quanto ao mercado estrangeiro, empresas como a Rough Draft Korea (RDK) continuaram, assinando novos contratos; o que mostra que a RDK fez mais de 45 desenhos animados populares no oriente ao longo de 16 anos.
A animação coreana teve sua popularidade na Ásia Oriental elevada com séries de sucesso como Pororo e Origami Warriors (Guerreiros de origami, em português) de 2011, despertaram nos fãs a vontade de conhecer mais animações coreanas. Esse sucesso é devido, em parte, à perfeição da técnica da animação coreana, e os retornos financeiros que são reinvestidos em outras animações.
Alguns animadores coreanos ainda culpam a expansão da indústria de jogos de “drenar” os talentos do “banco da indústria de animações” mas o sucesso de bilheteria do filme animado coreano, Leafie, de 2012 na Coreia do Sul, têm inspirado uma nova geração. 

## Webtoonimation
Webtoonimation (em coreano: 웹투니메이션), é um termo para aeni adaptadas de webtoons coreanos. Até ao final da década de 2010 a animação baseadas em webtoons não eram produzidas 
Mais á medida que a indústria da animação coreana  mudou rapidamente na década de 2010 um novo salto para a animação coreana começou a aparecer, as animações baseadas em webtoons que iniciou-se na década de 2020 com Tower of God The God of High School Noblesse
Existe a possibilidade de os webtoons resolverem o problema da falta de animação para adolescentes e adultos, o que tem sido uma desvantagem da animação coreana. A década de 2020 é um período em que a geração mais jovem, influenciada pela cultura popular e aberta ao mercado de animação, está agora a entrar na sociedade como adulta ou com poder económico suficiente para gastar, pelo que se avalia que a fundação foi preparada até certo ponto. receber por outras palavras, à medida que a geração que consome ativamente webtoons se torna adulta numa economia nacional um tanto bem estabelecida e próspera, a indústria da animação, que tinha sido negligenciada, está novamente a receber atenção. Assim que Osamu Tezuka criou um estilo único de Mangá e fundou uma empresa de animação a Mushi Porduction e produziu o anime Astro Boy em 1963 fez sucesso no Japão e no Ocidente e fez o Mangá e Anime crescer juntos com sinergia no Japão fazendo o Japão a se chamar "A Terra do Mangá e Anime" avalia-se que a produção de animação baseada em webtoons coreanos terá um impacto significativo no aumento do tamanho do mercado de animação coreano. Um funcionário de uma produtora de animação disse: “Considerando que a animação japonesa cresceu junto com o mangá, pode-se esperar que os webtoons coreanos também cresçam junto com a animação, criando sinergia”. diz Repórter Kim Hyung-won

## A indústria das animações

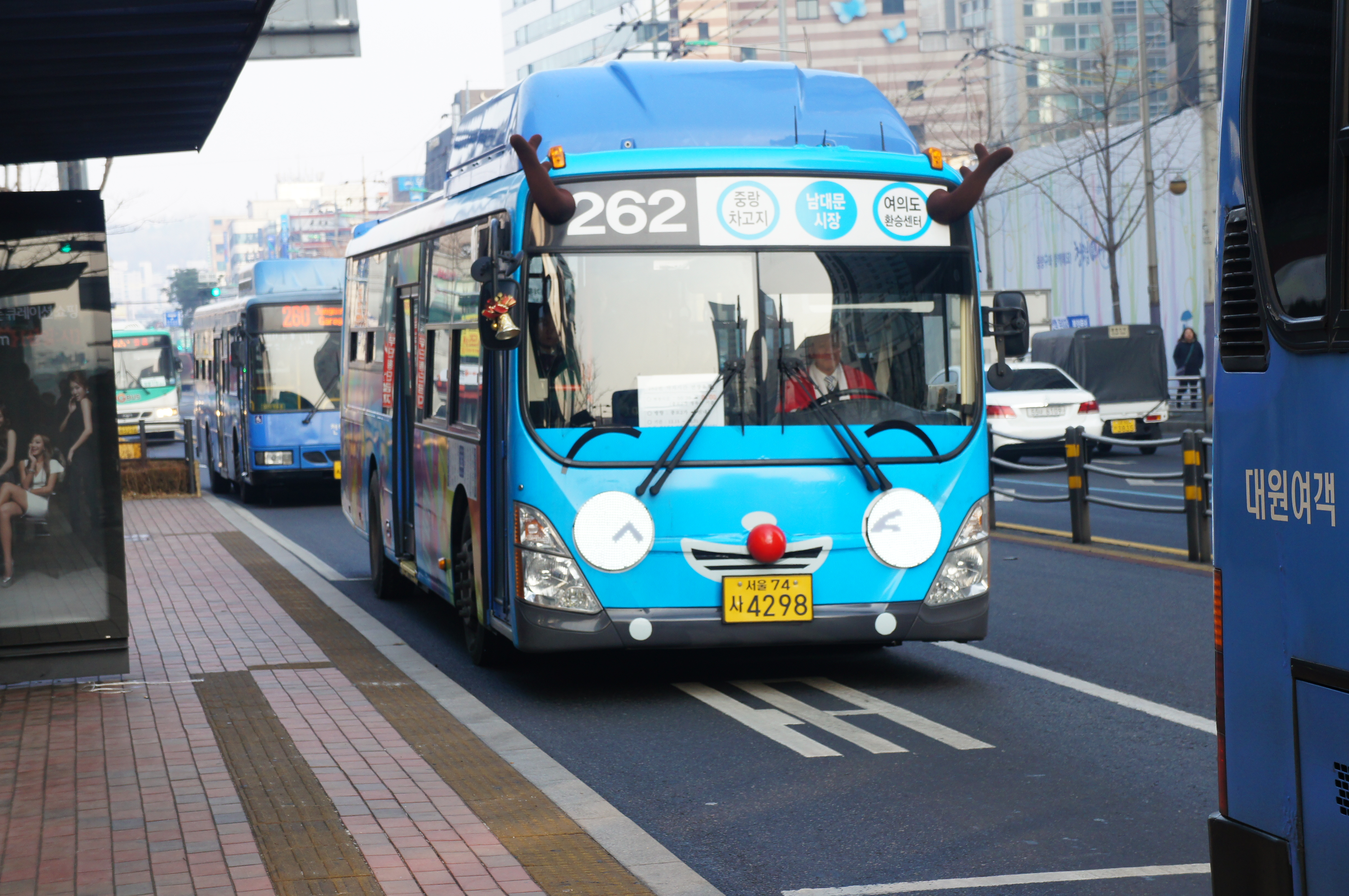
Ônibus tayo “Rudolph”

Os contratos de animação para os estúdios coreanos oscilam entre contratos de colaboração e menor contribuição, na maior parte do trabalho. A indústria de animações sul-coreana pode ser considerada dinâmica porque existem mais de cem estúdios de animação. Embora as empresas da Coreia do Sul assinem contratos com as ocidentais, parte dos subcontratos pertencem à Coreia do Norte.
Os estúdios ativos de animação ou companhias da Coreia do Sul incluemː
- AKOM Productions Limited
- Cinepix
- Digital eMation
- Dong Woo Animation
- DR Movie
- Busan DR
- G&G Entertainment
- Hanho Heung Up Corporation, Limited
- Heewon Entertainment
- Iconix Entertainment
- Plus One Animation Studios
- Roi Visual
- Retrobot
- Rough Draft Korea
- Saerom Corporation, Limited
- Soul Creative
- Studio Mir
- Sunwoo Entertainment
- Xtorm
- Studio EEK

As antigas incluem
- Anivision
- Grimsaem Animation, Corporation, Limited, Seul na Coreia
- Sunwoo Digital International
- Koko Enterprises
- Sei Young Animation
- Seoul Movie